# Copa Cidade Canção
La Copa Cidade Canção de Ciclismo est une course cycliste brésilienne disputée à Maringá, dans l'État du Paraná. Créée en 2001, cette compétition fait partie du calendrier de la Confédération brésilienne de cyclisme en classe 3, la plus haute catégorie. Elle comprend plusieurs épreuves distinctes selon le sexe, l'âge et la catégorie des participants,. 
Jusqu'en 2004, la Coupe se déroule sur deux étapes. Elle devient ensuite une course d'un jour. Le parcours est constitué d'un circuit de 3,2 kilomètres à plusieurs tours autour du Parque do Ingá (pt), l'une des attractions touristiques de Maringá. 

## Palmarès

### Hommes
| Année     | Vainqueur                 | Deuxième            | Troisième           |
| --------- | ------------------------- | ------------------- | ------------------- |
| 2001      | Eber Moreno               | Alcides Vieira (de) |                     |
| 2002      | Emerson Silva             |                     |                     |
| 2003      | José Aparecido dos Santos |                     |                     |
| 2004      | Emerson Silva             | Elton Marroni       | Eber Moreno         |
| 2005      | Roberto Pinheiro          | Tadeu Brambila      | Jorge Giacinti      |
| 2006      | Daniel Rogelin            | Rafael Andriato     | Diego Muller        |
| 2007      | André Pulini              | Kléber Nascimento   | Renato Santos       |
| 2008      | Armando Camargo           | Raphael Serpa       | Carlos França       |
| 2009      | Jean Coloca               | Michel Fernández    | Héctor Aguilar      |
| 2010      | Edgardo Simón             | Bruno Tabanez       | Jean Coloca         |
| 2011      | Nilceu dos Santos         | Rodrigo Brito       | Fabiano Motta       |
| 2012      | Francisco Chamorro        | Gideoni Monteiro    | Armando Camargo     |
| 2013      | Kléber Ramos              | Daniel Rogelin      | Nilceu dos Santos   |
| 2014      | Cristian Egídio           | Sidnei Santos       | Armando Camargo     |
| 2015      | Michel Fernández          | João Gaspar         | Armando Camargo     |
| 2016      | Eliésio Silvirino         | Endrigo Pereira     | Fábio Dalamaria     |
| 2017      | Pas de course             | Pas de course       | Pas de course       |
| 2018      | Maurício Knapp            | Endrigo Pereira     | Antonio da Matta    |
| 2019      | Jeovane Oliveira          | Sidnei Rodrigues    | Pedro Volpato Rossi |
| 2020-2021 | Pas organisé              | Pas organisé        | Pas organisé        |
| 2022      | Rafael Andriato           | Kacio Freitas       | Rogério Macedo      |

### Femmes
| Année     | Vainqueur          | Deuxième              | Troisième          |
| --------- | ------------------ | --------------------- | ------------------ |
| 2004      | Sonia Dorigo       | Lorena Oliveira       | Silvia Ferreira    |
| 2005      | Lorena Oliveira    | Andheara Lima         | Silvia Regina      |
| 2006      | Sonia Dorigo       | Elione Zimmermann     | Lucimara Ramão     |
| 2007      | Sonia Dorigo       | Lorena Oliveira       | Lucimara Ramão     |
| 2008      | Sumaia Ribeiro     | Aline Paroliz         | Daniela Lionço     |
| 2009      | Aline Paroliz      | Cristiane Silva       | Sumaia Ribeiro     |
| 2010      | Valquíria Pardial  | Giovana Corsi         | Sumaia Ribeiro     |
| 2011      | Valquíria Pardial  | Luciene Ferreira (pt) | Cristiane Silva    |
| 2012      | Valquíria Pardial  | Fernanda Souza (pt)   | Mariane Ferreira   |
| 2013      | Giovana Corsi      | Cristiane Silva       | Viviane dos Santos |
| 2014      | Janildes Fernandes | Camila Coelho         | Daniela Lionço     |
| 2015      | Sumaia Ribeiro     | Maira Barbosa         | Daniela Lionço     |
| 2016      | Daniela Lionço     | Taise Benato          | Naiara Rodrigues   |
| 2017      | Pas organisé       | Pas organisé          | Pas organisé       |
| 2018      | Alice Melo         | Daniela Lionço        | Talita Oliveira    |
| 2019      | Débora Costa       | Bruna Fagundes        | Talita Oliveira    |
| 2020-2021 | Pas organisé       | Pas organisé          | Pas organisé       |
| 2022      | Talita Oliveira    | Thayna Lima           | Ana Paula Casetta  |